# 十三進法
十三進法（じゅうさんしんほう、tridecimal）は、13 を底（てい）とし、底およびその冪を基準にして数を表す方法である。

## 記数法
十三進記数法は、十三を底とする位取り記数法である。十三進法の位取りでは、通常では 0, 1, 2, 3, 4, 5, 6, 7, 8, 9, A, B, C の計十三個の数字を用い、十、十一、十二 までを A、B、C までに充てて、十三を 10 、十四を 11 と表記する。
数字の意味する数は、左に一桁ずれると 13倍になり、右に一桁ずれると 1/13 になる。例えば、(16)13 という表記において、左の「1」は十三を表し、右の「6」は六を表し、合わせて「十九」を意味する。桁の表示は、整数第二位は「十三の位」、整数第三位は「百六十九の位」となる。
- コンウェイ十三進法関数（英語: Conway base 13 function），ジョン・ホートン・コンウェイ